# Rigid buoyant boat

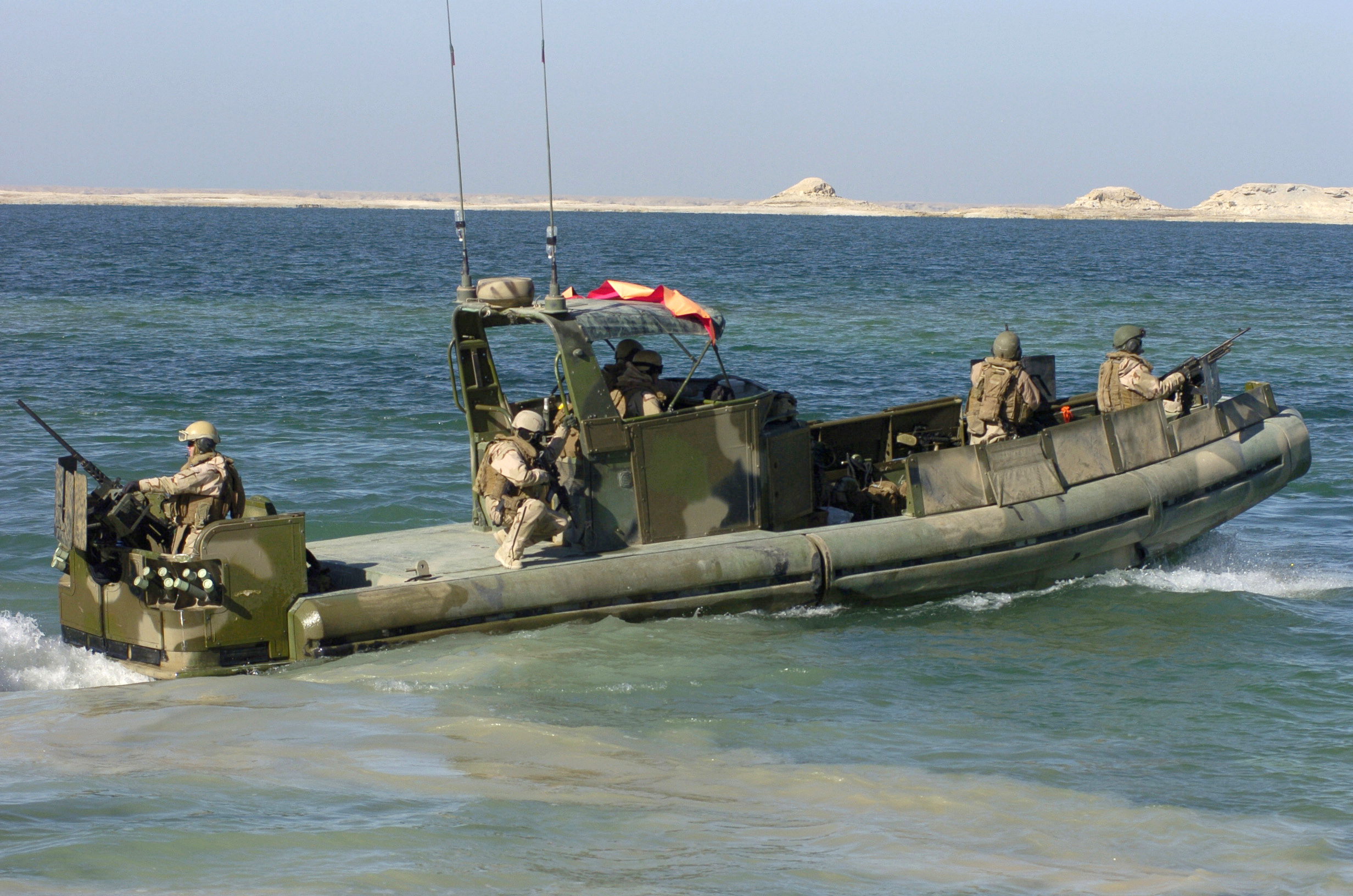
En stor Rigid Buoyant Boat (RBB), small unit riverine craft

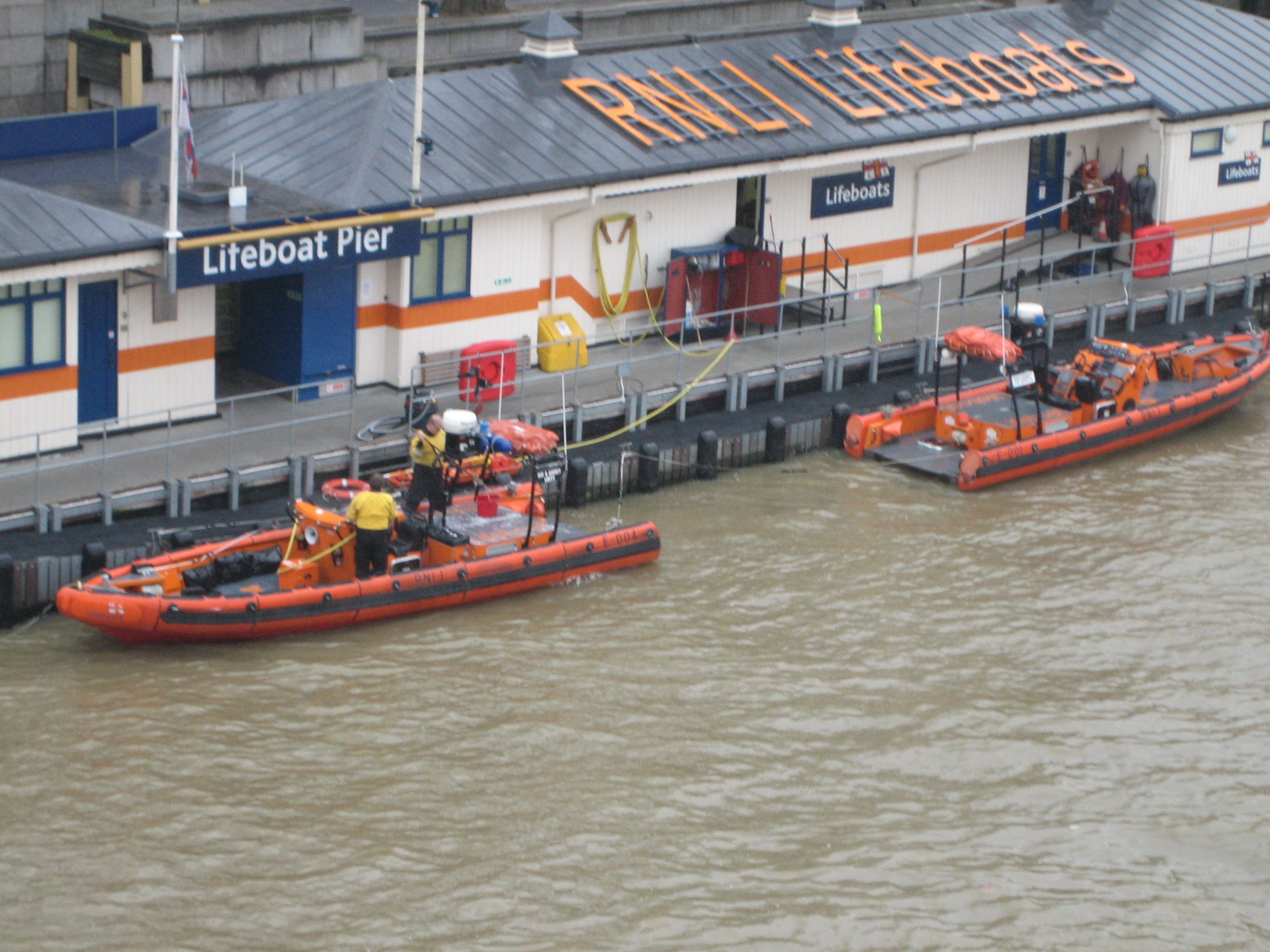
RNLI RBB:s på Themsen, London

Rigid buoyant boat  (RBB) är en lätt båt men med hög prestanda och kapacitet. RBB är liknande Rigid-hulled inflatable boat (RHIB), men har till skillnad från denna långfendrar som inte är fyllda av luft och därför är mer robust än båtar med luftfylld konstruktion. Båtar med skumfyllda långfendrar, som secure all-around flotation equipped (SAFE) båtar som används av den amerikanska kustbevakningen, klassificeras som  Rigid Buoyant Boat, snarare än RHIB.
Hanteringen tenderar att vara mycket lik den för en RHIB, och även en RBB hållet sig flytande om de är helt vattenfyllda. RBB-båtar av aluminium är ofta måttbeställda eller tillverkade i små produktserier, medan tillverkningskostnaden för rotomolded polyeten-båtar tenderar att kräva produktion av större volymer. Minst tre tillverkare producerar rotomolded båtar av denna typ. En leverantör har visat hur stabila båtarna är genom att släppa en båt från en kran på en parkeringsplats. Den amerikanska flottans small unit riverine craft och Kustbevakningens Defender klass-båtar är exempel på RBB.